# Bolbolaimus
Bolbolaimus är ett släkte av rundmaskar. Bolbolaimus ingår i familjen Microlaimidae.
Bolbolaimus är enda släktet i familjen Microlaimidae.